# Nactus kunan
Nactus kunan là một loài thằn lằn trong họ Gekkonidae. Loài này được Fisher & Zug mô tả khoa học đầu tiên năm 2012.

## Hình ảnh

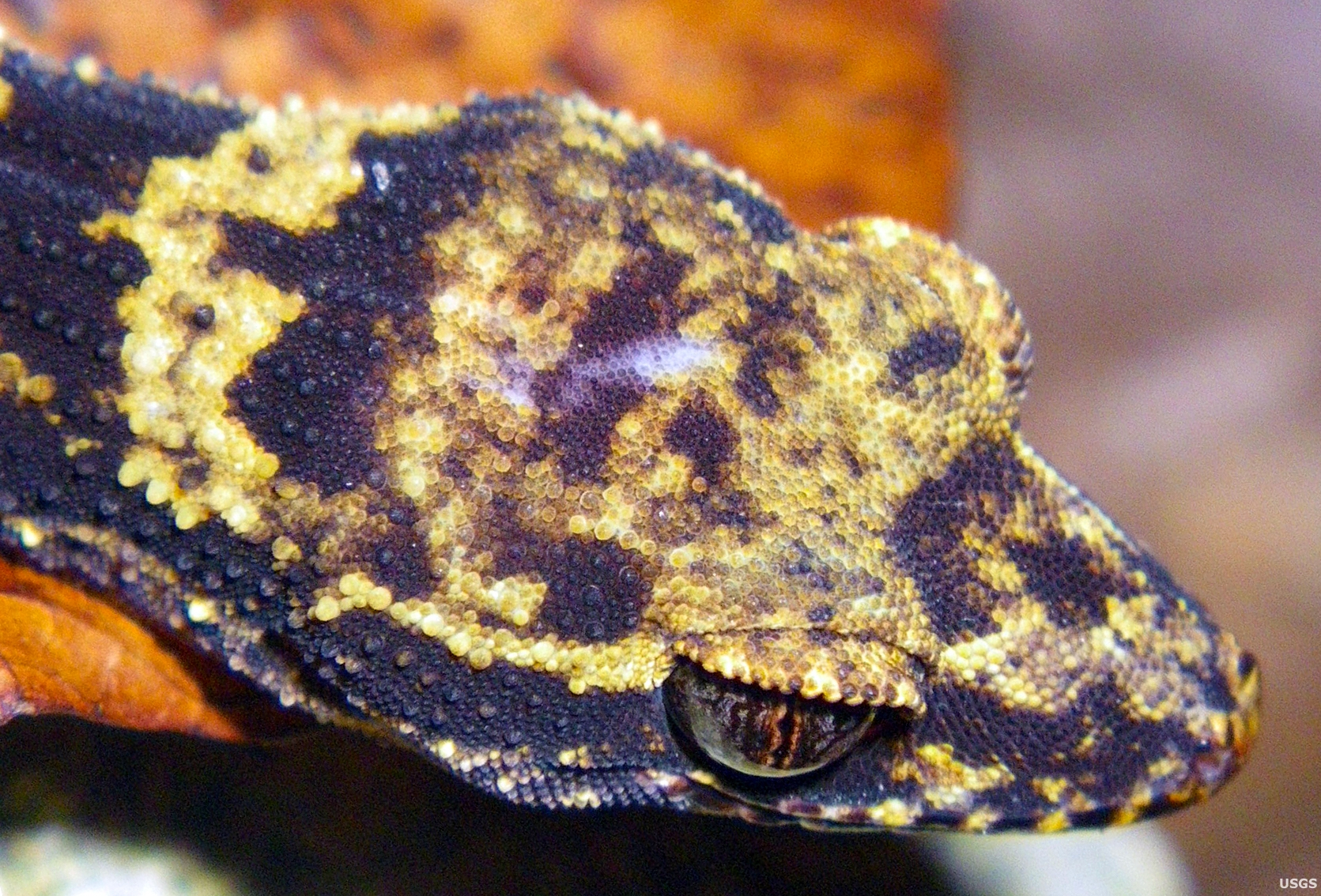
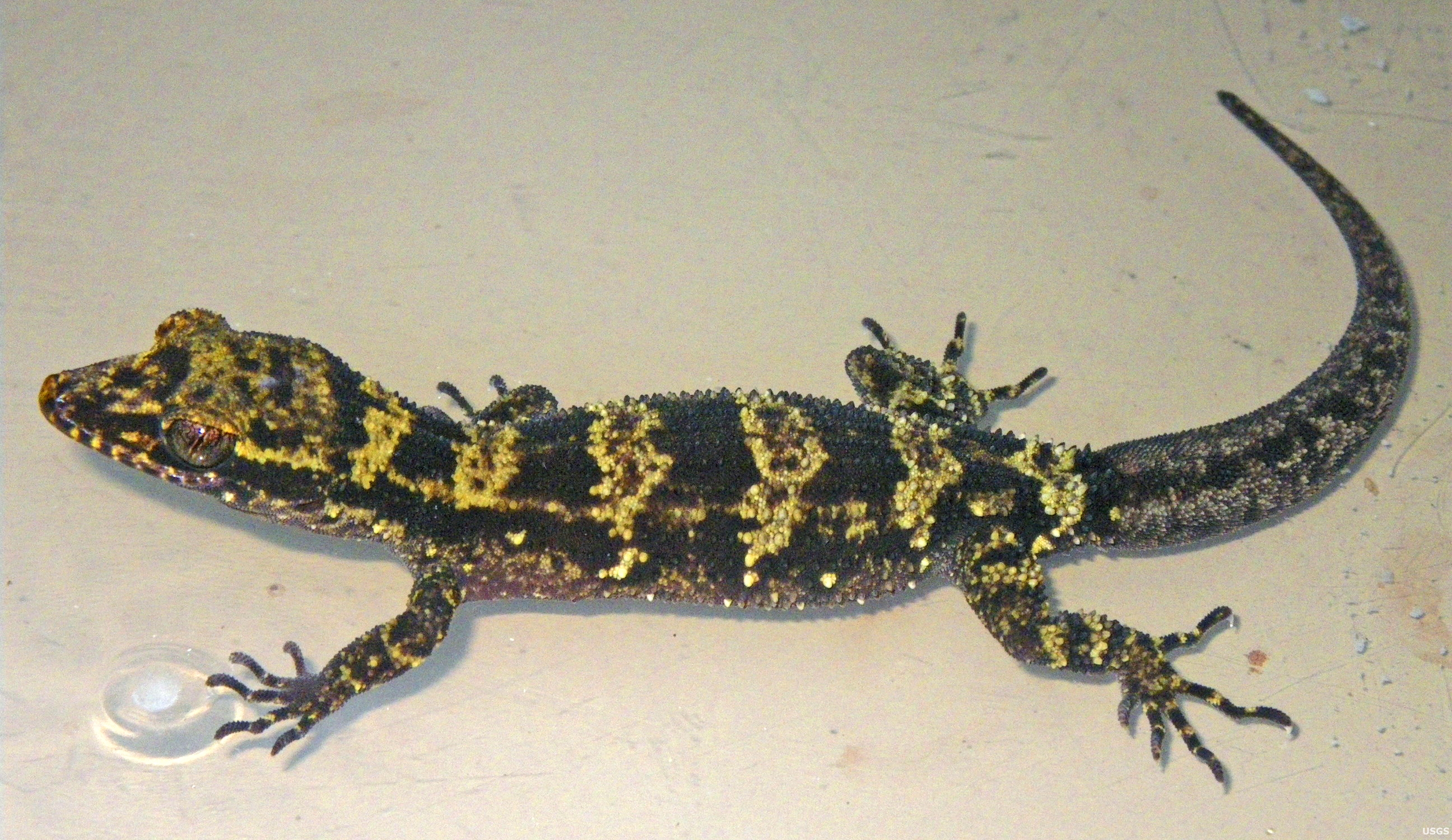
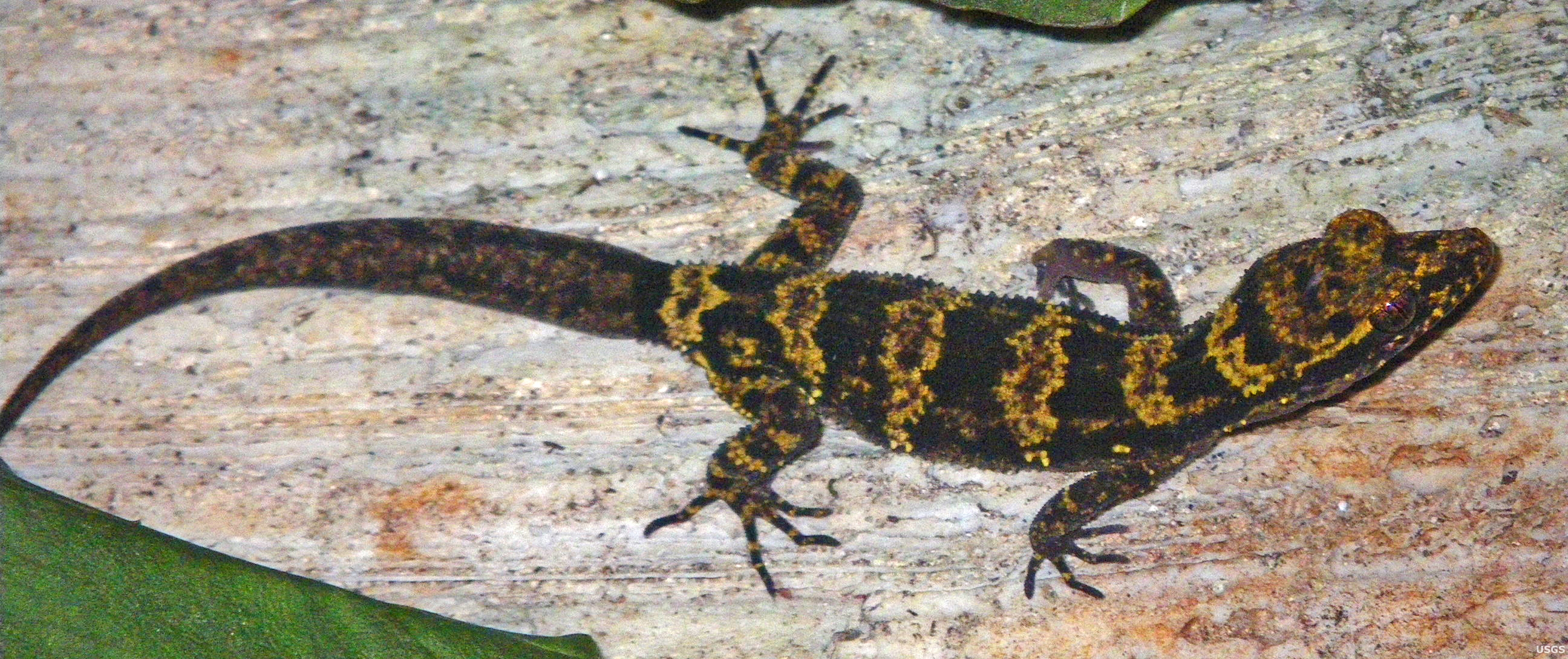